# Fernanda Andrade
Fernanda Andrade (sinh ngày 8 tháng 3 năm 1984) là một nữ diễn viên và người mẫu người Mỹ gốc Brazil. Cô được biết đến nhiều nhất với bộ phim kinh dị năm 2012, The Devil Inside, cũng như miniseries truyền hình năm 2006, Fallen.

## Tiểu sử
Fernanda Andrade sinh ra ở São José dos Campos, bang São Paulo, nhưng lớn lên ở Campinas. Mẹ cô là người gốc Ý và Tây Ban Nha, trong khi tổ tiên của cha cô là người Bồ Đào Nha, Tây Ban Nha, Thụy Sĩ và có thể là người Brazil bản địa.
Cha Fernanda Andrade là một kỹ sư thường xuyên đi du lịch. Cô cùng gia đình chuyển đến tiểu bang Florida của Hoa Kỳ khi cô 11 tuổi khi cha cô chấp nhận vị trí kỹ sư lâu dài. Việc di chuyển đến Hoa Kỳ lúc đầu tỏ ra khó khăn, vì cha cô là thành viên duy nhất trong gia đình nói tiếng Anh vào thời điểm đó.

## Sự nghiệp
Fernanda Andrade bắt đầu thích diễn xuất và phim ảnh khi còn học trung học. Cô đã được đóng vai diễn chuyên nghiệp đầu tiên của cô khi cô mới 15 tuổi khi được xuất hiện trong năm 2000 HBO bộ phim tiểu sử, For Love hoặc Quốc gia: Các Arturo Sandoval Câu chuyện, mà đóng vai chính Andy García như nhạc sĩ jazz Cuba, Arturo Sandoval. Andrade đóng vai Paloma, con dâu của Sandoval, trong bộ phim truyền hình.
Fernanda Andrade chuyển từ Florida đến Los Angeles khi người đại diện của cô chuyển đến Nam California. Cô xuất hiện trong một số bộ phim ngắn và phim truyền hình trong suốt những năm 2000 và 2010, bao gồm các vị trí khách mời trên CSI: NY và Law &amp; Order: Los Angeles. Năm 2006, cô đóng vai chính trong bộ phim ngắn Gia đình ABC, Fallen.